# دومينيك بودن
دومينيك بودن (بالإنجليزية: Dominic Bowden)‏ هو مقدم تلفزيوني نيوزيلندي، ولد في 15 ديسمبر 1977 في أوكلاند في نيوزيلندا.

## وصلات خارجية
- دومينيك بودن على موقع IMDb (الإنجليزية)
- دومينيك بودن على موقع قاعدة بيانات الفيلم (الإنجليزية)